# Guilty as Sin
Guilty as Sin è il quarto album della hard rock band Brazen Abbot, uscito nel 2003.
Questo disco è l'ultimo a vedere in formazione i tre componenti degli Europe: Mic Michaeli, Ian Haugland e John Levén; in quello stesso anno infatti i tre rientrano ufficialmente nella formazione originale della loro band con il front-man Joey Tempest.

## Tracce
1. One Life To Live – 4:57
2. Eyes On The Horizon – 4:34
3. I'll Be Free – 3:58
4. Slip Away – 4:53
5. Mr. Earthman – 5:22
6. Like Jonah – 4:45
7. Bring The Colors Home – 5:22
8. Fools Confession – 4:37
9. Supernatural – 4:37
10. Eve – 4:50
11. A Whole Lotta Woman – 5:02
12. Guilty As Sin – 8:53

## Formazione
Gruppo
- Nikolo Kocev - chitarre, violino, piano, tastiere, percussioni
- Ian Haugland - batteria
- Mic Michaeli - organo
- John Leven - basso

Voci
- Joe Lynn Turner - tracce (1, 4, 9, 12)
- Goran Eldman -  tracce (3, 6, 8, 10)
- Jorn Lande -  tracce (2, 5, 7, 11)